# The Crazy World of Julius Vrooder
Pour plus de détails, voir Fiche technique et Distribution.
The Crazy World of Julius Vrooder est un film américain réalisé par Arthur Hiller, sorti en 1974.

## Synopsis
Julius Vrooder revient de la guerre du Viêt Nam et prétend être fou pour faire face à la dureté de la réalité. Il est envoyé dans un hôpital pour vétérans.

## Fiche technique
- Titre : The Crazy World of Julius Vrooder
- Réalisation : Arthur Hiller
- Scénario : Daryl Henry
- Musique : Bob Alcivar
- Photographie : David M. Walsh
- Montage : Robert C. Jones
- Production : Arthur Hiller et Edward L. Rissien
- Société de production : Playboy Enterprises
- Société de distribution : 20th Century Fox (États-Unis)
- Pays :  États-Unis
- Genre : Comédie dramatique
- Durée : 98 minutes
- Date de sortie : 
  - États-Unis : 18 octobre 1974

## Distribution
- Timothy Bottoms : Julius Vrooder
- Barbara Hershey : Zanni Willis
- George Marshall : Corky
- Lawrence Pressman : Dr. Melvin Passki
- Albert Salmi : Splint
- Richard A. Dysart : le père
- Dena Dietrich : la mère
- Michael Cristofer : Alessini
- Jack Colvin : le sergent
- Andrew Duncan : Chaplain
- Jack Murdock : Millard
- Lou Frizzell : Fowler
- Jarion Monroe : Mosby
- William Lucking : Harmer
- Debralee Scott : la sœur
- Otis Day : Rodali

## Box-office
Le film a rapporté 1,7 million de dollars au box-office.